# هنري كالفرت سيمونز
هنري كالفرت سيمونز (بالإنجليزية: Henry Calvert Simons)‏ هو كاتب غير روائي واقتصادي أمريكي، ولد في 9 أكتوبر 1899 في فيردين في الولايات المتحدة، وتوفي في 19 يونيو 1946.